# Bank für Handel und Gewerbe

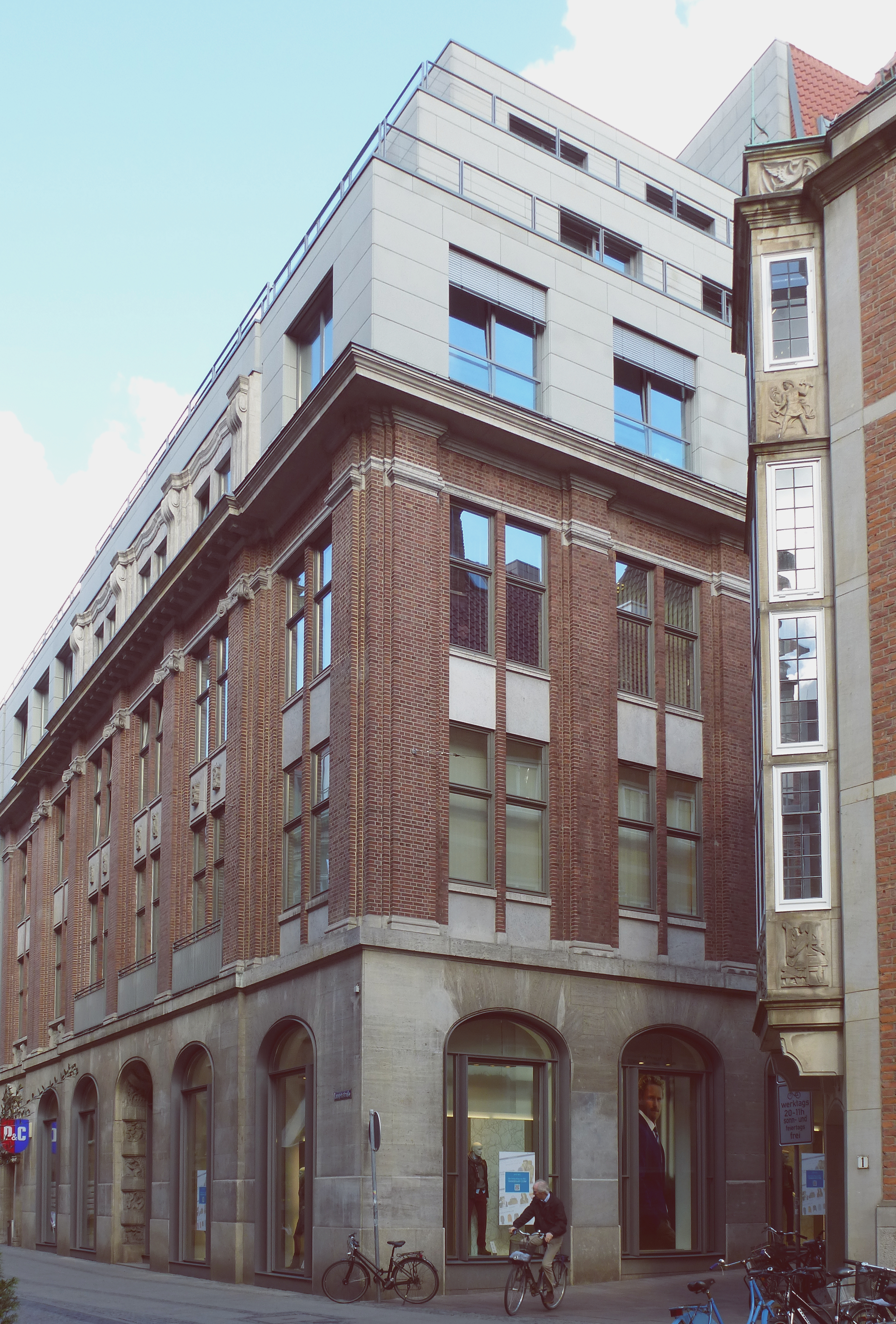
Büro- und Kaufhaus, 2012

Das Gebäude der früheren Bank für Handel und Gewerbe befindet sich in Bremen, Stadtteil Mitte, Langenstraße 3 und 5 / Ecke Hakenstraße. Es entstand bis 1912 nach Plänen von Heinrich Wilhelm Behrens und Friedrich Neumark und wurde 2000/03 zum Kaufhaus umgebaut.
Das Gebäude steht seit 1973 unter Bremer Denkmalschutz.

## Geschichte
Das früher dreigeschossige Gebäude mit einer Backstein- und Sandsteinfassade und dem erhaltenen, seitlichen, historisierenden Portal wurde 1910/12 in der Epoche der Jahrhundertwende für die Bank für Handel und Gewerbe in Bremen gebaut. Die Bank wurde 1921 umbenannt in Bankverein für Nordwestdeutschland und nach 1945 mit der Bremer Kreditbank AG Teil des Bremer Bankvereins. Die Bank entstand 1872 aus dem Bremer Vorschussverein von 1863, baute 1882 ein neues Gebäude in der Langenstraße Nr. 4 und erweiterte sich 1891 und 1900, bevor es diesen Neubau bezog.
2000/03 erfolgte ein großer Umbau nach Plänen von Manfred Schomers und Rainer Schürmann zu einem sechsgeschossigen Kauf- und Kontorhaus u. a. für Peek & Cloppenburg. Das Kaufhaus bildet eine funktionale Einheit mit dem Gebäude Obernstraße 2 bis 12, der früheren Schröder-Bank und nach 1931 Norddeutsche Creditbank AG (siehe dazu Bank- und Kaufhaus Obernstraße 2–12). Nur Teile der Fassaden der beiden Gebäude blieben dabei erhalten.
Die Gebäude Haus Langenstraße 11: Buchhandlung Storm, Bank für Handel und Gewerbe, Haus Langenstraße 16, Bankhaus Martens und Weyhausen/Essighaus, Stadtwaage mit Wappen, Reliefs und Brunnen  sowie das Kontorhaus am Markt bilden das denkmalgeschützte Ensemble an der Langenstraße (Nr. 2 bis 16, 18, 25).